# Subbuteo

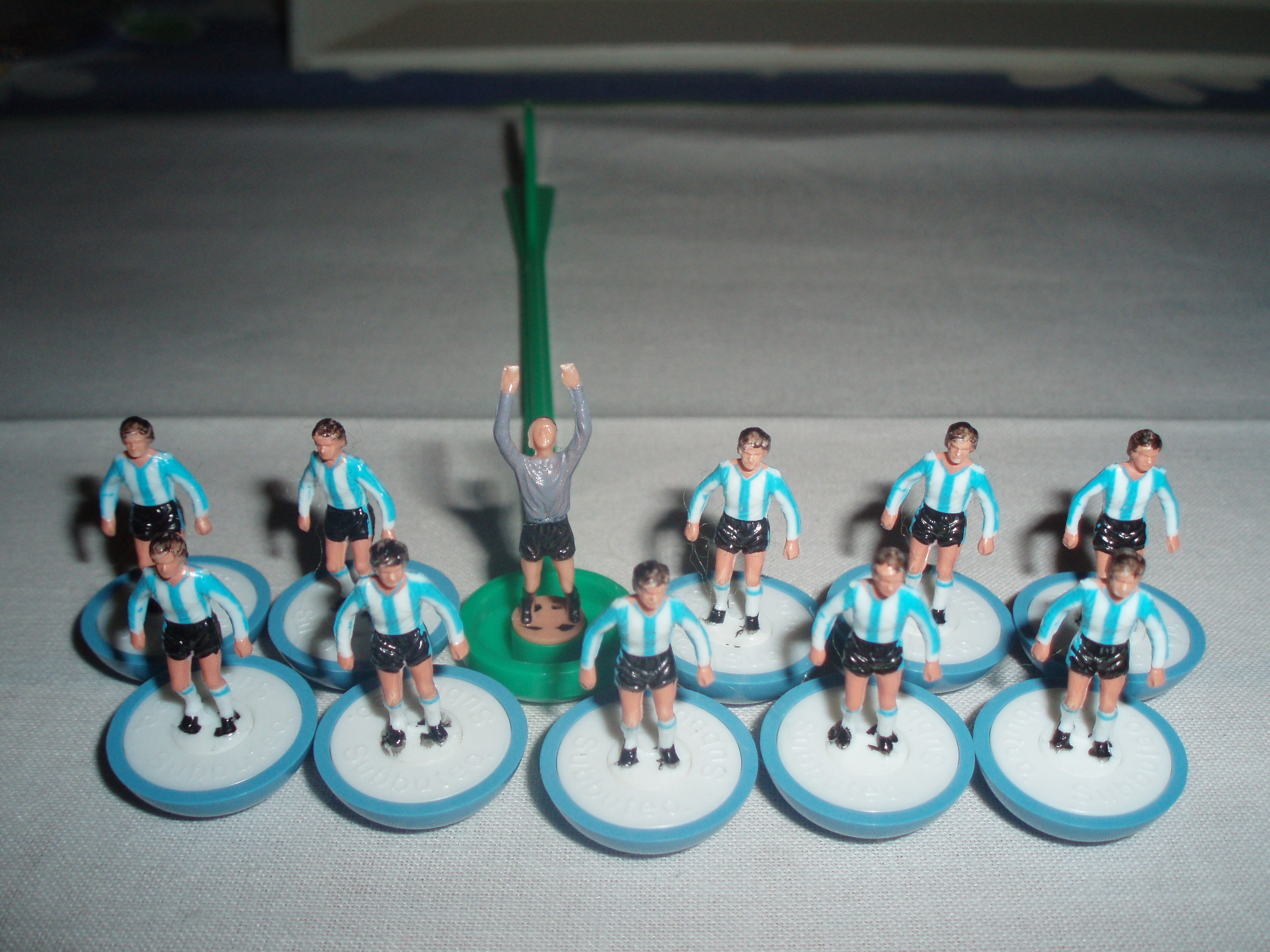
Jugadors de l'Argentina en la seva versió de Subbuteo.

Subbuteo és un joc, també conegut com a futbol de taula, consistent a recrear un partit de futbol per mitjà d'equips formats per onze jugadors sobre una base convexa o plana, que llisquen sobre una tapet, als quals es copeja amb el dit, amb l'objectiu de marcar gols impulsant la pilota mitjançant l'impacte dels jugadors.

## Història
El joc va ser inventat el 1929 a la ciutat de Liverpool, Anglaterra, per William L. Keelings amb el nom de New Footy, i així va existir fins a 1947, any en què es crea Subbuteo, la marca més llegendària del joc. Subbuteo va absorbir llavors a New footy i va modernitzar el futbol de taula. El joc va aconseguir el seu màxim punt de popularitat en els 60 una vegada passada la Postguerra i ja reconstruïda Europa. Aleshores era fabricat per Subbuteo Sports Games, que a més tenia versions de rugbi, cricket i hoquei. Originalment es va posicionar com una joguina orientada a nois d'11 a 16 anys, es van organitzar lligues per tota Anglaterra i la seva popularitat va créixer fins al punt que gairebé cada noi anglès tenia el seu joc a casa. Avui, les primeres edicions de Subbuteo Hasbro, s'han convertit en objecte de culte i en un element preuat pels col·leccionistes.
Actualment hi ha una versió del joc original Subbuteo llançada en 2012, amb figures resistents (flexibles) i base millorada, més plana però conservant la possibilitat de fer "driblatges" com en el joc original. A més incorpora jugadors amb característiques físiques detallades, com el color de la pell, cabell llarg o curt o colors a les botes.

## Característiques

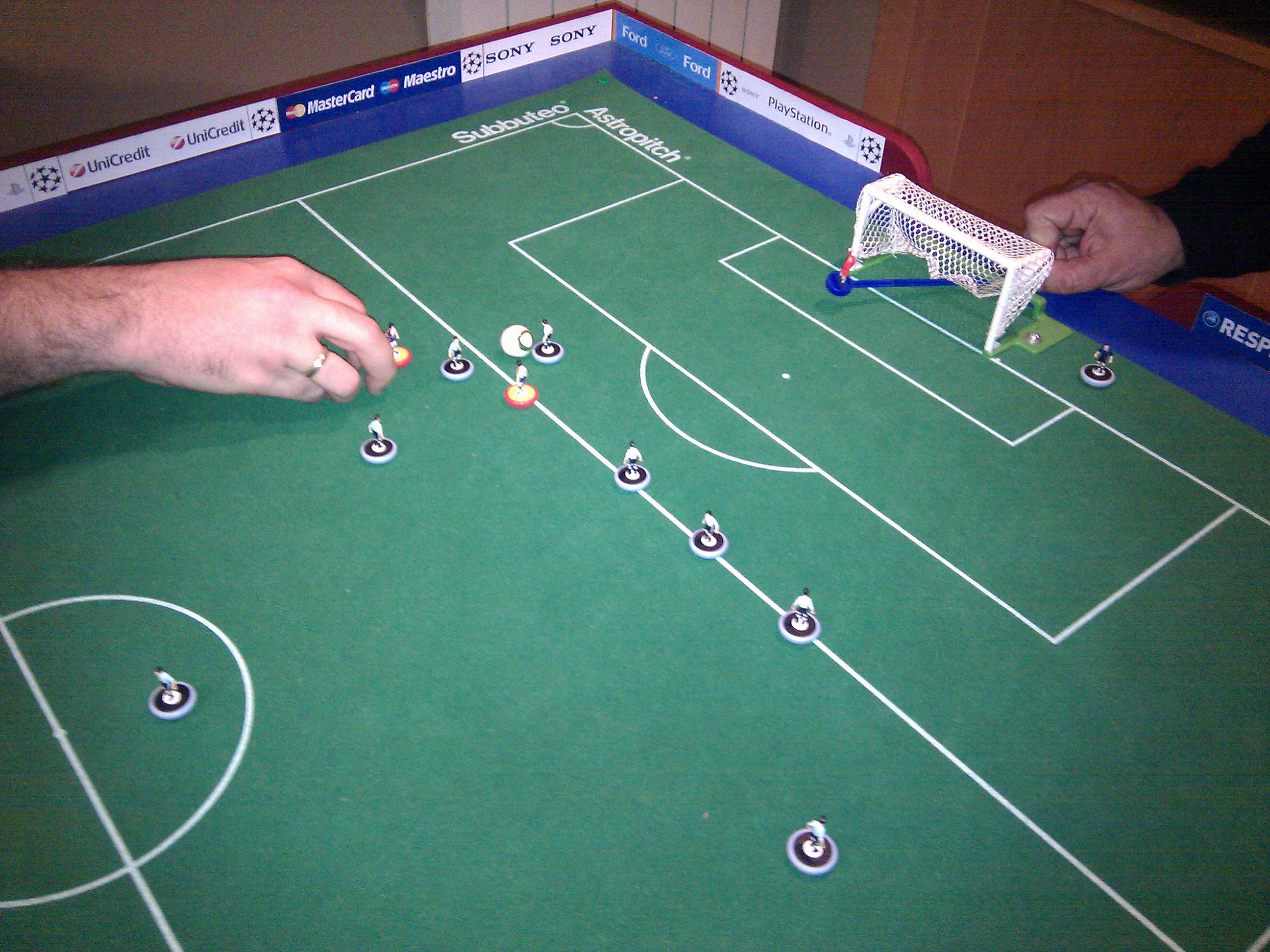
Instant d'un partit de futbol de taula o Subbuteo

Aquest joc és seguit sobretot en països com Anglaterra, Itàlia (diverses vegades campions del món), Espanya (encara que durant anys va estar pràcticament oblidat), Bèlgica i Portugal, on també hi ha una gran afició. A Amèrica també hi té presència, als Estats Units, Canadà i minoritàriament a alguns països d'Amèrica del Sud, encara que durant el 2007 va tenir un fort impuls a l'Argentina, particularment a la ciutat de Rosario. Des de l'any 2010 l'esport es practica també a Brasil.
La F.I.S.T.F. (Federation International Sport Table Football), regula l'esport a nivell mundial, agrupa a les nacions membres, controla el rànquing mundial i organitza els campionats mundials i continentals. Existeix una altra associació, la W.A.S.P.A. (World Amateur Subbuteo Players Association) que, en col·laboració amb la FISTF, s'ocupa de les competicions i tornejos amateur de Subbuteo.
Actualment existeixen altres fabricants de material, sent Zëugo, Top Spin, Profibase, Astrobase o Extreme Works els principals a Europa i Flickmaster els únics fabricants i distribuïdors al continent americà, tots ells compleixen estrictament els estàndards establerts en el reglament oficial de la F.I.S.T.F. L'únic fabricant que compleix amb les normatives mundials per vendre's com a joguina a nens menors de 14 anys és Subbuteo.